# Zjeleznaja pjata
Zjeleznaja pjata (ryska: Железная пята) är en sovjetisk science fiction-film från 1919, baserad på Jack Londons roman Järnhälen, i regi av Vladimir Gardin, Tamara Glebova, Andrej Gortjilin, Jevgenij Ivanov-Barkov, Leonid Leonidov och Olga Preobrazjenskaja.
Filmen var den första produktionen vid statliga filmskolan (VGIK), med den rutinerade veteranregissören Gardin i spetsen. Den tillkom till oktoberrevolutionens tvåårsjubileum och var avsedd att vara del av en teateruppsättning med samma skådespelare på scen och i filmen. Tillgången av råfilm var mycket dålig och man använde vad man hade. Filmen har inte bevarats.

## Rollista
- Andrej Gortjilin – Jackson
- Olga Preobrazjenskaja – Eviz (Avis Everhard)
- Leonid Leonidov – Wikson
- Nikolaj Znamenskij – Ernest Everhard